# Franco Evangelisti (político)
Franco Evangelisti (n. Alatri, 10 de febrero de 1923-f. Roma, 11 de noviembre de 1993), fue un político y dirigente deportivo italiano, fue secretario del Consejo de Ministros de Italia, ministro de la marina mercante de la república italiana y presidente de la A.S. Roma, que al salvarlo de la quiebra lo transformó en una sociedad anónima.

## Carrera política
Evangelisti fue hermano del periodista Gilberto Evangelist, quien era un conocido periodista deportivo de Rai, después de una corta militancia juvenil en el Partido Republicano Italiano (PRI), fue alcalde de Alatri cuando militaba en el partido de la Democracia Cristiana, durante un corto período entre 1964 y 1965. Fue elegido para la Cámara de Diputados continuamente desde la IV legislatura hasta la VIII, luego fue escogido al Senado de la República en las legislaturas IX y X. Es recordado por su mandato de diez años cuando Giulio Andreotti es , de quién representó una especie de «mano derecha» durante décadas y fue él quien acuñó el nombre de «Primavera» para la corriente de Andreotti, tomándolo a préstamo del fútbol.
Fue nombrado subsecretario de Turismo y Entretenimiento en el segundo gobierno de Rumor y fue confirmado en el cargo en el gobierno posterior y en el gobierno de Colombo. Ocupó el cargo de secretario del consejo de ministros entre los años 1972 y 1973

## Carrera deportiva
Fue miembro de la junta directiva del A.S. Roma, fue nombrado presidente en 1965, cuando el equipo estaba al borde de la quiebra: por lo tanto, emprendió una acción de recuperación financiera para el club; Para lograr esto, tuvo que vender varios jugadores y finalmente convertir al equipo en una sociedad anónima en 1967. En el fútbol, también fue presidente de la Associazione Sportiva Alatri, que llevó a la promoción a la Serie D en 1966. Ocupó el cargo de presidente de la Federación Italiana de Boxeo (FPI), entre los años 1969 al 1973.